# Imre Hermann
Imre Hermann (Budapest, 13 novembre 1899 – Budapest, 22 febbraio 1984) è stato uno psicoanalista ungherese.

## Biografia
Fu uno dei maggiori esponenti della "Scuola psicoanalitica di Budapest".
È stato insieme con Melanie Klein allievo di Sándor Ferenczi, del quale ha poi continuato l'opera in Ungheria.
Membro della Società Psicoanlitica Internazionale sin dagli anni immediatamente successivi alla prima guerra mondiale. Si sposò nel 1922 con la psicoanalista Alice Czinner (divenuta poi nota come Alice Hermann, deceduta nel 1938) con la quale ebbe tre figli.

## Opere

### Disponibili in italiano
- L'istinto filiale, Feltrinelli (1974)
- Das Ich und das Denken (1929)
- Psicoanalisi e logica (titolo originale Psychoanalyse und Logik, 1924), Di Renzo Editore (1989)
- Psicoanalisi come metodo (titolo originale Psychoanalyse als Methode I ed. 1933, II ed. 1963), Di Renzo Editore (1990)
- Perversione e musicalità. Un contributo alla dinamica della perversione, Di Renzo Editore (1997)

### Solo in ungherese
- Az ember osi ösztönei (gli istinti primitivi dell'uomo), Magveto (1984)
- Az antiszemitizmus lélektana, Cserépfalvi Kiadása (1990)